# Волощук, Ольга Корнеевна
Ольга Корнеевна Волощук (16 января 1930, село Борщи — 9 января 2019) — передовик советского сельского хозяйства, доярка колхоза «Новый путь» Котовского района Одесской области, Герой Социалистического Труда (1958).

## Биография
Родилась 19 января 1930 года в селе Борщи, ныне Подольского района Одесской области. Проходила обучение в школе родного села когда началась Великая Отечественная война. Жила на оккупированной территории. В 1944 году, после освобождения территории, подростком трудоустроилась в местный колхоз, восстанавливала хозяйство.
Позднее стала трудиться дояркой на ферме. В 1956 году выступила инициатором социалистического соревнования. Взяла обязательство надоить 4000 литров в среднем от коровы за год. Обещание исполнила, надоила по 4500 литров от коровы. Несколько лет подряд была участницей выставки достижений народного хозяйства. 
Указом Президиума Верховного Совета СССР от 26 февраля 1958 года за получение высоких показателей в сельском хозяйстве и рекордные показатели в животноводстве Ольге Корнеевне Волощук было присвоено звание Героя Социалистического Труда с вручением ордена Ленина и медали «Серп и Молот».
Продолжала трудиться на молочно-товарной ферме. С 1985 года на пенсии, однако некоторое время ещё работала. 
Проживала в родном селе в Одесской области.

## Награды
За трудовые успехи была удостоена:
- золотая звезда «Серп и Молот» (26 февраля 1958)
- орден Ленина (26 февраля 1958)
- Орден Трудового Красного Знамени
- другие медали.